# ABBYY
ABBYY é uma empresa americana de tecnologia especializada em processamento e automação de documentos com base em IA,captura de dados, mineração de processos e reconhecimento óptico de caracteres (OCR). Ela foi fundada na URSS e operou na Rússia por 9 anos antes de se mudar para os Estados Unidos. Com foco principal no modelo de software como serviço, a empresa atende clientes em todo o mundo. Um dos produtos mais conhecidos da ABBYY é o ABBYY FineReader, um programa de computador de reconhecimento óptico de caracteres (OCR).
O CEO da ABBYY é Ulf Persson.

## História
A ABBYY começou em 1989, quando David Yang, um graduado armênio do Instituto de Física e Tecnologia de Moscou (MIPT), fundou a empresa BIT Software em Moscou. No início da década de 1990, a empresa introduziu o reconhecimento óptico de caracteres (OCR) e, desde então, continuou investindo em inteligência artificial (IA), processamento de linguagem natural (PLN) e aprendizado de máquina (ML). Em julho de 1993, a empresa lançou a primeira versão de seu software de reconhecimento de texto ABBYY FineReader.
A ABBYY entrou no mercado de tradução profissional em 2007. Ela trabalha com fornecedores de IA, análise e RPA UiPath, Blue Prism, Alteryx, PwC Índia e outros. Em 2019, a ABBYY adquiriu a TimelinePI, uma empresa de mineração de processos, e a Marlin Equity Partners se tornou sua maior acionista em 2021.
Após a invasão em grande escala da Ucrânia pela Rússia, que começou em 2022, a ABBYY começou imediatamente a fechar suas operações na Rússia — interrompeu todas as vendas, o desenvolvimento e o fornecimento de serviços na Rússia e em Belarus. A partir de outubro de 2024, as antigas entidades legais russas da ABBYY foram liquidadas.

### Transformação 2024
Em setembro de 2024, a ABBYY demitiu todos os funcionários com cidadania russa que deixaram a Rússia em 2022 e trabalhavam para os escritórios da ABBYY em Chipre, Hungria e Sérvia. A empresa demitiu até 500 pessoas, incluindo todos os desenvolvedores de software. Historicamente, todo o desenvolvimento da empresa era realizado por funcionários que falavam russo.
A empresa comentou sobre as demissões, afirmando que havia embarcado em um caminho de transformação. No entanto, o número exato de demitidos não foi divulgado. De acordo com um dos funcionários da empresa, as demissões afetaram o pessoal da Rússia e da Bielorrússia, mas não afetaram os funcionários da Sérvia, Hungria e Ucrânia. O deputado da Duma Estatal Alexander Khinshtein comentou sobre as demissões, afirmando que os desenvolvedores que deixaram a Rússia esqueceram que os russos no exterior são tratados como cidadãos de segunda classe.

## Principais produtos
- ABBYY FineReader é um sistema de reconhecimento ótico de caracteres (OCR). Ele é usado para converter documentos digitalizados, documentos PDF e arquivos de imagens, incluindo fotos digitais, em documentos editáveis. Os resultados podem ser editados em aplicativos do Microsoft Office, enviados por e-mail ou publicados na Internet.
- ABBYY Vantage, uma plataforma para processamento inteligente de documentos (reconhecimento, classificação e recuperação de dados).[29][30][31]
- ABBYY FlexiCapture é um software de captura de documentos e dados escalável que oferece classificação automatizada de documentos, indexação e extração de dados. Os documentos são classificados, reconhecidos, verificados e transferidos em dados eletrônicos estruturados, confiáveis e precisos para processos de negócios.
- ABBYY Recognition Server é uma solução baseada em servidor para captura de dados e conversão. O programa “lê” os documentos escaneados, imagens fotográficas e arquivos PDF em mais de 190 idiomas, inclusive os documentos multilíngues com variadas combinações de idiomas. Suporta como entrada uma variedade de formatos de imagens inclusive TIFF, JPEG, PDF, DjVu, BMP, PCX, e DCX.
- Software Development Kit: ABBYY FineReader Engine e ABBYY FlexiCapture Engine são SDK para integração de tecnologias de dados de indústria e captura de documentos e formulários baseados em aplicações Windows.

Outros produtos incluem o NeoML, uma biblioteca de aprendizado de máquina de código aberto e multiplataforma.

## Prêmios
Em março de 2009 a ABBYY foi selecionada para o prêmio 'KMWorld 100 Companies That Matter in Knowledge Management' pelo terceiro ano consecutivo.
Em maio de 2006 a ABBYY foi premiada com o Fujitsu Quarterly Innovative Leadership.